# Ruta de Siberia

Mapa de la ruta de Siberia (en verde, en el ; y en rojo, a comienzos del XIX).

La ruta de Siberia (en ruso: Сибирский тракт, transliterado Sibirski trakt), también conocida como la ruta de Moscú (Московский тракт, Moskovski trakt) y la Gran Ruta (Большой тракт, Bolshói trakt), fue una ruta histórica que conectaba la Rusia europea con Siberia y China. La construcción de la carretera fue decretada por el zar Pedro I de Rusia dos meses después de la conclusión del Tratado de Nérchinsk, el 22 de noviembre de 1689, pero no se inició hasta 1730 y no fue terminada hasta mediados del siglo XIX. 
El recorrido se iniciaba en Moscú en la Ruta de Vladímir y pasaba por las ciudades de Múrom, Kozmodemyansk, Kazán, Perm, Kungur, Yekaterinburg, Tiumén, Tobolsk, Tara, Kainsk, Tomsk, Yeniseysk, Irkutsk, Verjneúdinsk (luego Ulán-Udé) y Nérchinsk, antes de terminar en Kiajta, un puesto comercial en la frontera con China. Seguían luego las caravanas de camellos desde Kyajta cruzando Mongolia Interior hasta una puerta de la Gran Muralla China en Kalgán. 
En el siglo XIX, la ruta se trasladó parcialmente más hacia el sur. Desde Tiumén la carretera seguía a través de Yalutorovsk, Ishim, Omsk, Tomsk, Áchinsk y Krasnoyarsk, antes de volver a la antigua ruta en Irkutsk. Hasta las últimas décadas del siglo XIX siguió siendo una arteria vital que conectaba Siberia con Moscú y Europa, papel que perdió cuando fue reemplazada por el ferrocarril Transiberiano y la Camino de carros del Amur (Аму́рская колёсная доро́га o "Аму́рская колесу́ха", transliterado Amúrskaya kolesuja) (fue construida en 1898–1909 y conectaba Jabárovsk con Blagovéshchensk, en un recorrido de más de 2000 km).

## Ruta del té

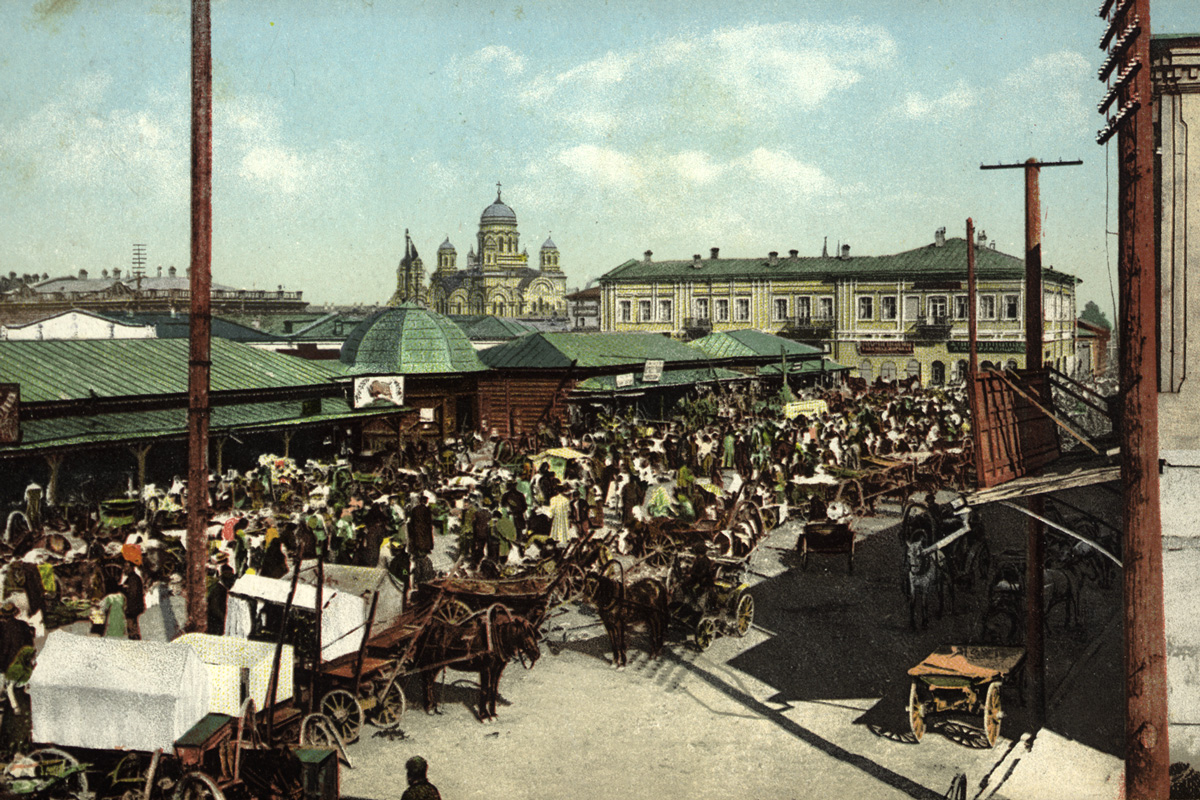
Mercado de Irkutsk, a mediados del

La ruta de Siberia también fue conocida como la ruta del té, debido a las grandes cantidades de té que fueron transportadas desde China a Europa a través de Siberia. Charles Wenyon, que pasó por la Gran Ruta en 1893, suscribió la popular creencia de que «el mejor té que se produce en China va a Rusia». En 1915, China exportó a Siberia 70.297 toneladas de té, que representaron el 65% de las exportaciones totales de té del país.
Era importado principalmente en forma de fardos de té, que permitían que cada camello llevase grandes cantidades de una forma más compacta y también podían emplearse como unidades de intercambio, casi de moneda. Desde Kiajta el té era transportado a la feria de Irbit (la segunda feria más importante de la Rusia Imperial) para seguir las transacciones comerciales. Otra importación china popular era la raíz seca de ruibarbo, que era vendida al oeste de San Petersburgo «por quince veces lo que cuesta en Kiajta».